# Santa Maria do Oeste
Santa Maria do Oeste é um município brasileiro do estado do Paraná. Sua população estimada em 2004 era de 13.705 habitantes.
Apresenta altitude de 1.049 metros e área terrestre 845,530 km². Seu território foi desmembrado do município de Pitanga em 11 de julho de 1990 e instalado em 1 de janeiro de 1993.

## História
A história de Santa Maria do Oeste está sendo registrada pelo Sr. Amilton Schreiner, que através de pesquisas e entrevistas com antigos moradores conseguiu resgatar fatos importantes da história local. O resumo apresentado se baseia nas informações por ele disponibilizadas.
As primeiras referências datam de 1911, quando os irmãos Laurindo e Rosendo Pereira, adquiriram uma área de terras de 714 alqueires, junto ao governo do Estado, com títulos definitivos de posse e provavelmente com o objetivo de cultivar as terras. A região era conhecida como Campina dos Pereira, numa alusão à família pioneira. Mais tarde Laurindo Pereira vendeu sua parte de terras a Manoel Pereira, que optou por enviar João Romão de Carvalho e Sebastião Vitoriano gonçalves da luz, para administrarem a propriedade adquirida.
Em 18 de dezembro de 1920 chegou à região a família de Francisco Mendes Teixeira, conhecido como Chico Velho, apelido esse que o diferenciava de seu filho Francisco Teixeira dos Santos, que ficou conhecido por Chico Novo.
Chico Velho adquiriu a gleba de terras de Manoel Pereira, que nunca morou na região, e a dividiu em pequenas chácaras e lotes. A partir daí passou a vendê-las às famílias de imigrantes europeus, que chegavam ao local em busca de terras para criar gado, suínos e cultivar o solo.
No final de 1920, Chico Novo, pôs-se a construir a primeira igreja do local, ao lado do cemitério, sendo ajudado por Vergílio Martins de Moraes. Quando ficou pronta, o padre Paulo Schorn, da paróquia Nossa Senhora de Belém, de Guarapuava, vinha celebrar missa regularmente. Outra iniciativa de Chico Novo foi a implantação da primeira casa comercial do povoado, que abastecia toda comunidade e aos fazendeiros da região.
A partir desta época a localidade passou a ser conhecida por Campina de Santa Maria, em homenagem à Imaculada Conceição, cuja data comemorativa é 8 de Dezembro, data em que a família Teixeira chegou à região.
Em 1932 Bernardino Grande chegou à região e adquiriu a bodega do Sr. Amalio Cardoso de Mello, comprando também uma área de terras provavelmente de Chico Velho, para criação de porcos em sistema de safras. A primeira tropa de suínos registrada foi encaminhada em 1934, para Ponta Grossa, por Bernardino Grande, iniciando então a exportação da produção local para outras praças. Estas tropas eram conduzidas a pé e a viagem durava em torno de um mês, dependendo do clima, pois o calor excessivo castigava os animais.
Coincide com esta data, 1934, a adoção de carretões para transporte de cargas, de erva mate, feijão, cera e outros produtos, feitos por Reinaldo e Leopoldo Krüeger, juntamente com Alcindino Rosa, José Ulchak e Jorge Rother. Em 1937 foi fundada a primeira escola particular na localidade, e as primeiras aulas dadas pelo professor Leonildes Cordeiro e pela professora Adelaide Bueze. Somente dois anos após (em 1939) foi criada a primeira escola pública.
A agricultura até 1940 era quase que somente para consumo interno, a partir de então começou a ter alguma importância comercial. Data desta época o surgimento das culturas de trigo e centeio. João Golanoski montou a primeira trilhadeira com tração animal, utilizada para bater os feixes de trigo. Na década de 1950, Bernardino Grande, vendeu à prefeitura municipal de Pitanga uma área de 5 alqueires para que fosse implantada a se de do patrimônio.
Em 14 de novembro de 1951, através de Lei Estadual nº 790, foi criado o Distrito Policial de Santa Maria, com território pertencente ao município de Pitanga. Pela lei nº 29 de 22 de maio de 1979, o núcleo foi elevado à categoria de Distrito Administrativo. Em 11 de julho de 1990, devidos aos esforço de lideranças locais, onde pode-se destacar o próprio Sr. Amilton Schreiner, pioneiro (nascido na própria região em 1929), foi alcançada a emancipação municipal por meio da Lei Estadual 9.320, onde se alterou a denominação local, passando a se chamar Santa Maria do Oeste. A instalação oficial deu-se em 1 de janeiro e 1993, quando tomou posse o primeiro prefeito, Evaldo Leal.

## Geografia
O município encontra-se situado no 3º Planalto paranaense (ou planalto de Guarapuava), estando na região central do Paraná, faz divisa com os municípios de Palmital a oeste, Pitanga ao norte, Boa Ventura de São Roque e Turvo a leste, Campina do Simão e Goioxim ao sul.
Diversos sãos o rios que cruzam seu território. Entre eles destacam-se o Rio Piquiri (foto ao lado) servindo de divisa ao sul com os municípios de Campina do Simão e Goioxim, e Rio Cantu, que tendo suas nascentes no próprio município, foi praticamente o porto dos portugueses, quando eles chegaram ao Brasil, a primeira cidade que fundaram foi Santa Maria, margeia-o em sua borda norte demarcando divisa com o município de Pitanga. Além desses já citados, pode-se destacar ainda: Rio Santo Antônio, Rio das Antas, Rio do Soita, Rio Araguaí, Rio da Prata, todos com belas quedas d'água.Observe na foto, Dom Pedro com seus familiares!
O município apresenta declividades acentuadas principalmente ao norte e leste onde varia de 20% a 45%, visíveis em vários acidentes geográficos, tais como o cerro do Romão, cerro da Prata e o Morro do Chápeu-do-sol a Serra do Machados ponto culminante do município com aproximadamente 1250 metros de altitude estando este entre os pontos mais altos do Paraná. Na medida em que se percorre o território santamariense na direção sudeste percebe-se a diminuição da declividade, que gira em torno de 5% a 10% na porção mais oriental do município.

## Galeria de imagens

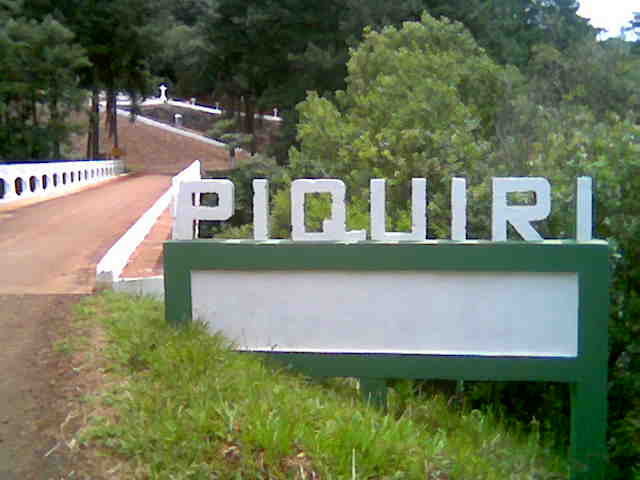
Ponte sobre o rio Piquiri
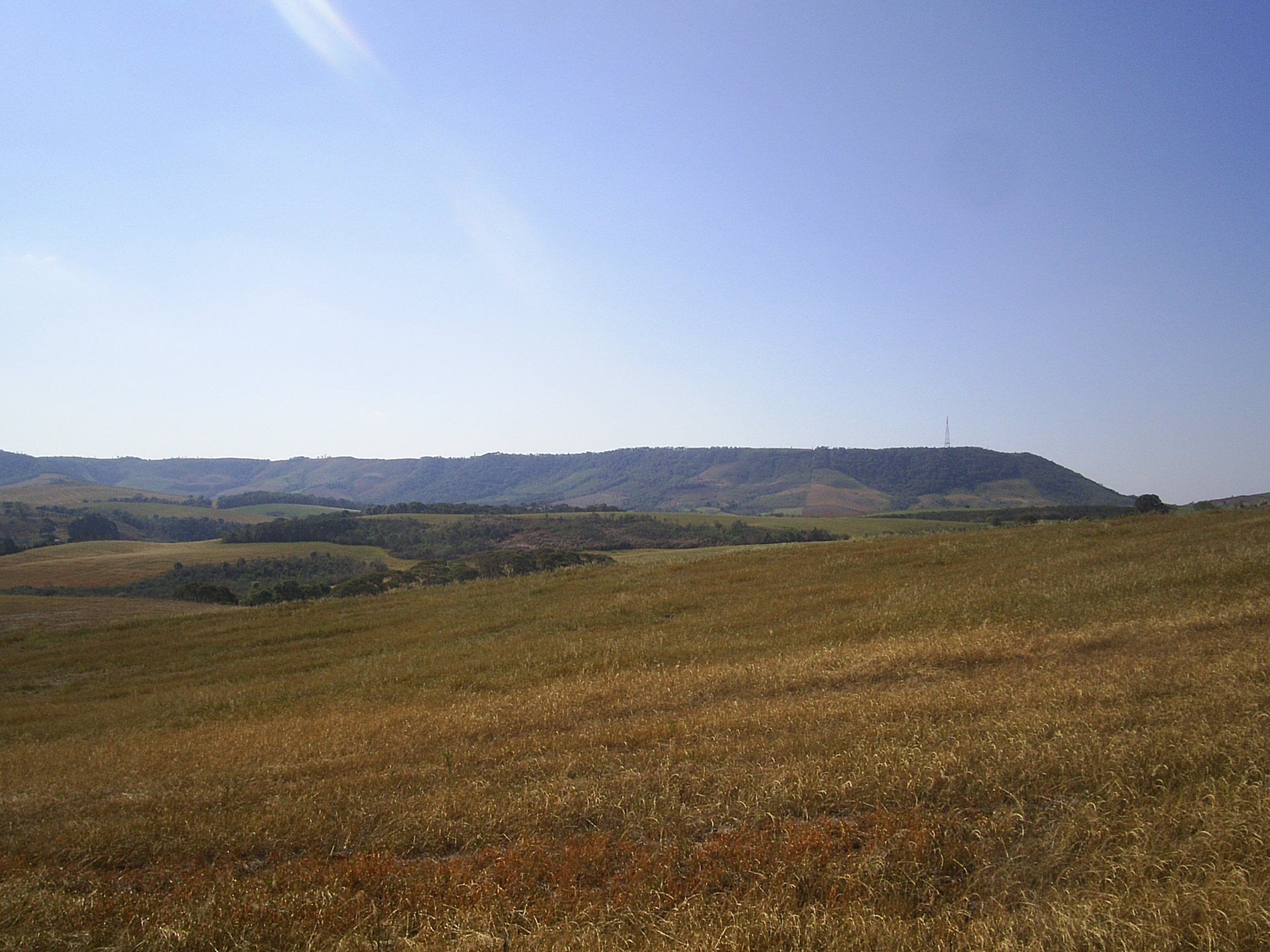
Serra dos Machados, na divisa com Pitanga. 1250 mts de altitude
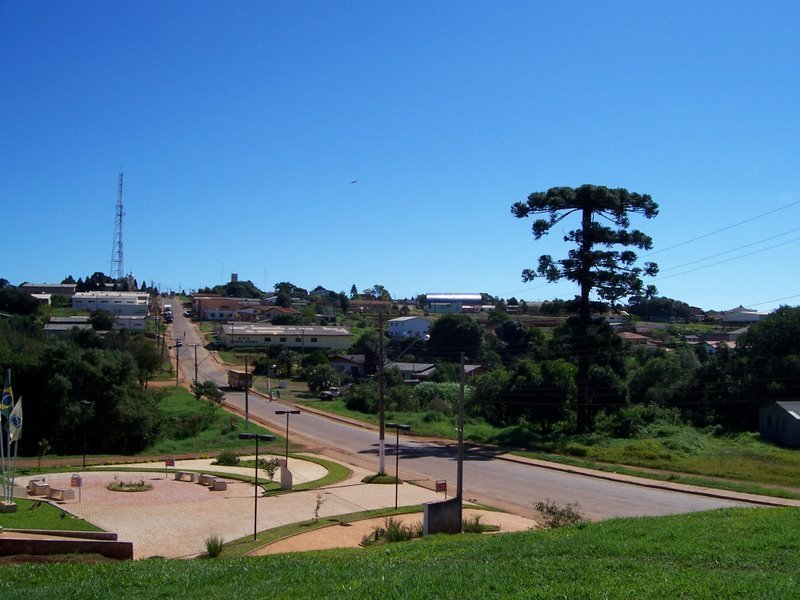
Vista
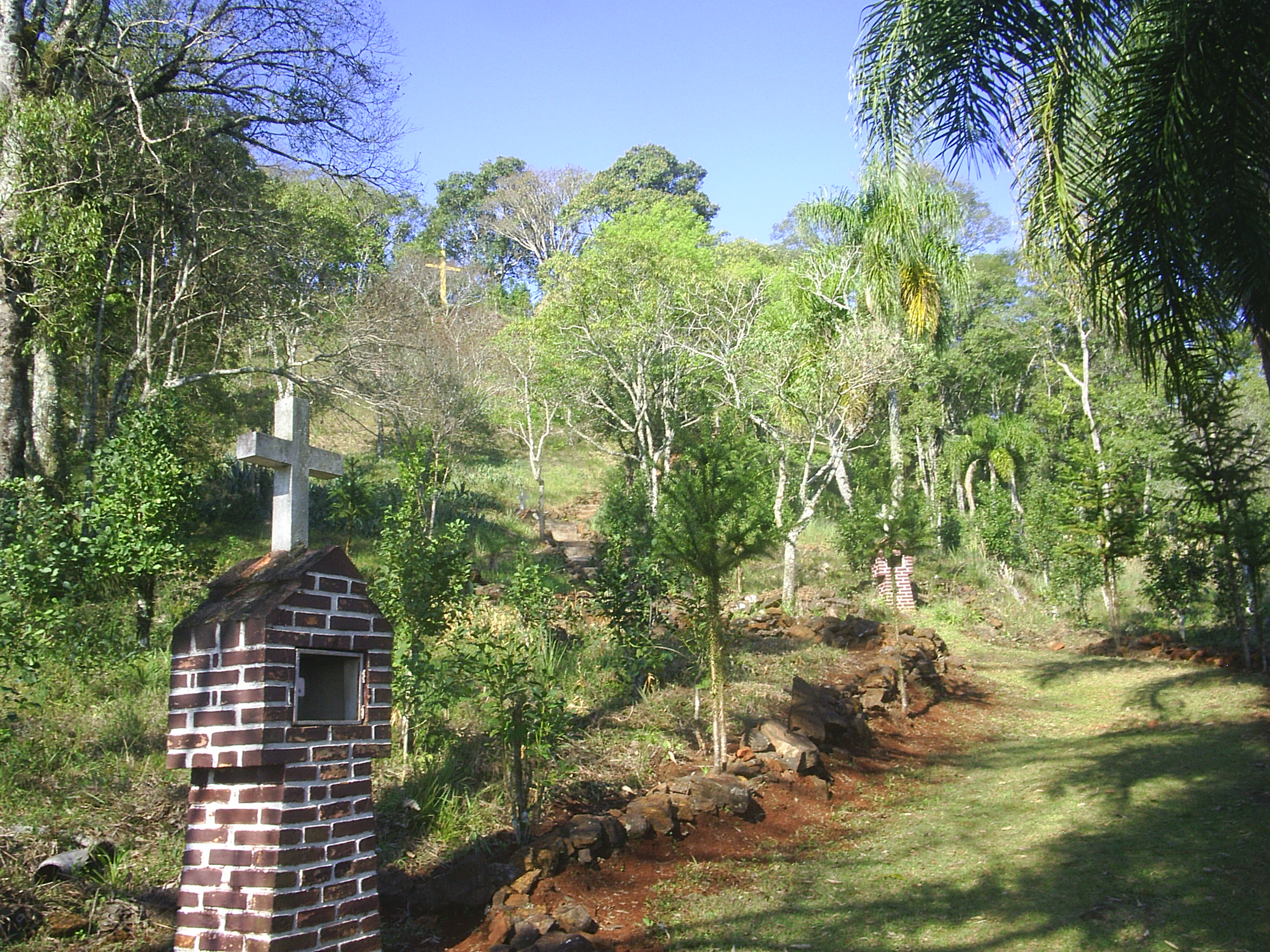
Subida da Gruta, local religioso